# Калиманешти (Муреш)
Калиманешти (рум. Călimănești) насеље је у Румунији у округу Муреш у општини Фантанеле. Oпштина се налази на надморској висини од 336 m.

## Становништво
Према подацима из 2002. године у насељу је живело 947 становника.

### Попис2002.
| Расподела становништва по националности 2002.‍ | Расподела становништва по националности 2002.‍ | Расподела становништва по националности 2002.‍ | Расподела становништва по националности 2002.‍ | Расподела становништва по националности 2002.‍ |
| --------------------------------------------- | --------------------------------------------- | --------------------------------------------- | --------------------------------------------- | --------------------------------------------- |
|                                               |                                               |                                               |                                               |                                               |
| Румуни                                        | Румуни                                        |                                               | 5                                             | 0,5%                                          |
| Мађари                                        | Мађари                                        |                                               | 898                                           | 94,8%                                         |
| Роми                                          | Роми                                          |                                               | 44                                            | 4,6%                                          |